# Résistance de Zeïtoun
Ne doit pas être confondu avec Révolte de Zeïtoun (1862).
Massacres hamidiens / Mouvement de libération nationale arménien
La résistance de Zeïtoun est un mouvement d'autodéfense des Arméniens de la ville de Zeïtoun face aux massacres hamidiens en 1895-1896.